# Воєначальник Марса
«Воєначальник Марса» (англ. The Warlord of Mars) — фантастичний роман Едгара Райса Барроуза. Третій у його марсіанському циклі та останній в оригінальній трилогії про пригоди Джона Картера, продовження роману «Боги Марса». Написаний у 1913 році, вперше був опублікований у журналі «All-Story» впродовж 1913—1914 років, а в 1919 році як окрема книга.

## Сюжет

### Історія
Після повалення лже-богині Ісси та її культу минуло пів року. «Першонароджені» чорні марсіани, що тероризували весь Барсум, зазнали занепаду, зате їхнє суспільство почало відмовлятися від гедонізму і рабовласництва. Їхній повітряний флот було розбито в бою з червоною расою, а трон Ісси зайняв вождь зеленошкірих Тарс Таркас. Кровожерливих жерців тернів було знищено і традиції подорожей у долину Дор прийшов кінець. Проте дружина Джона Картера, Дея Торіс, опинилася в заточенні у Храмі сонця, що відкривається лише раз на рік. Зат Аррас, що зазіхав на трон Геліуму, втік, але колишні правителі міста зникли безвісти.
Попри численні пропозиції, Джон відмовляється стати правителем «першонароджених», а свого сина Карторіса ставить на чолі Геліуму до появи його зниклого діда. Ксодар починає правити чорною расою, але колишній перший воїн Ісси, Турід, здається Джону підозрілим. Землянин з ручною твариною Вулою потай слідує за Турідом у долину Дор. Той зустрічається з уцілілими тернами та їхнім главою Матай Шангом. Турід розповідає, що знає як дочасно відкрити Храм сонця, викрасти звідти Дею Торіс та помститися Картеру, вбивши її. Також він визволить доньку Шанга — Файдору, і принцесу міста Птарс — Тувію. Джон довго блукає підземними річками, поки не наздоганяє змовників. Ті лишають охорону, яка не довіряє Туріду й пропускає землянина. Проте охоронці збираються напасти зі спини, Картер вбиває їх і переодягається терном. Він знаходить запальничку Туріда з інструкцією як з допомогою світла відкрити приховані двері у храм. Картер опиняється в дзеркальному лабіринті та бачить Дею, Тувію і Файдору, проте губиться. Турід встигає викрасти жінок.
Кілька днів Картер з Вулою іде слідом, вибирається на поверхню і дістається до таємного сховку Матай Шанга. Прикинувшись терном, він пробирається всередину табору, але це виявляється пасткою — на землянина випускають звірів. Тувія зупиняє тварин своїм голосом, Картер переслідує Туріда, та лиходій скидає його у прірву. Джон зачіпляється за виступ, тим часом Турід тікає, захопивши Дею, на літаку. Землянину вдається викрасти другий літак і вирушити навздогін. Турід пострілом збиває літак, апарат падає неподалік екватора. Картер розуміє, що лиходій прямує в ізольовану тропічну країну Каол, де віра в божественність тернів досі сильна.
Картер пробирається крізь болота, що кишать хижими рослинами і тваринами, де йому на допомогу приходить воїн Торкар Бар. Той поважає Джона і не виказує його прибуття, але бере з нього обіцянку не шкодити народу і правителю Каола. Замаскувавшись під червоного марсіанина, Картер легко переховується. Він допомагає жителям найближчого міста оборонитися від зелених варварів, за що ті радо приймають його. Турід підозрює, що Джон вже в Каолі, і скоро викриває його. Землянин приводять до джеддака Каола, Кулан Тіта, при якому Турід демонструє ким насправді є Картер. Але за нього несподівано заступається Туван Дін, батько Тувії, яку Картер врятував від тернів. Тим часом Матай Шанг з Деєю, Тувією та Файдорою тікає далі на північ. Переконаний у безчесті верховного жерця, Кулан дає людей для ремонту літака.
З Туван Діном Картер вирушає на північ, у регіон, сумнозвісний зникненням численних мандрівників. Літак несподівано втрачає керування і дорогу доводиться продовжити пішки. Вони стикаються зі звіром аптом, на шиї якого бачать нашийник. Ідучи за ним, обоє доходять до легендарних печер Каріона, що згідно найдавніших хронік, ведуть у країну жовтої раси Окар. Джон відсилає Вулу з запсикою для Карторіса щодо свого місцезнаходження і ступає в печери.
Картер і Дін рятують представника жовтої раси Талу від підісланих його дядьком Саленсусом Оллом убивць. Новий товариш підтверджує здогадку Джона, що Тардос Морс і Морс Каяк перебувають у полоні Саленсуса. Талу бореться проти тиранії дядька, тож охоче допомагає прибулим. Вони входять до міста жовтої раси, що цілком знаходиться під прозорим куполом серед полярних льодів. Цей народ володіє власним атмосферними фабриками і підтримує під куполами теплий клімат і родючі землі. Талу приводить гостей до знайомих, які маскують їх під жовтих марсіан. Ті пробираються в володіння тирана, де стають свідками загибелі повітряного судна. Як і всі, що наближаються до полюса, воно притягується до величезної магнітної колони. Жовті марсіани добивають уцілілих, а припаси й уламки забирають. Картер з Діном розкривають, що деякі червоні марсіани все ж виживають — їх забирають у рабство. Вони помічають Дею з Тувією, але жінки здалеку не впізнають їх. Джон кидається захистити дружину від приставань Туріда, це помічає Саленсус і наказує взяти його під варту за порушення заборони входити на жіночу частину палацу. Саленсус хоче зробити Дею своєю дружиною, але та проти, навіть якщо її законний чоловік помер. Джон представляється хто він насправді та скидає грим. Охорона схоплює його і кидає до «Ями достатку». Це виявляється приміщення з гладкими прозорими стінками, за якими стоять найвишуканіші страви, тож засуджений приречений померти від голоду, дивлячись на їжу. Але пульсація персня, подарованого Талу, вказує, що поруч є його агент.
Вісім днів Джон картер проводить в «Ямі достатку», нарешті невідомий скидає йому їжу і записку із вказівкою слідувати за скинутою мотузкою. Вибравшись із заточення, Джон у темряві іде за мотузкою. Він підслуховує розмову Туріда з оператором магніту. Турід хоче викрасти Дею для себе і, вимкнувши магніт, втекти, в обмін на винагороду оператору. Джона схоплює охорона, проте серед неї виявляється спільник Талу. Він забезпечує втечу та спрямовує його до полонених, серед яких виявляється Тардос Морс і Морс Каяк. Картер звільняє бранців, вони тікають, коли прибуває флот Карторіса і армія Тарса Таркаса, що прибули за вказаними координатами. Магніт ще працює, тому Картер поспішає в залу керування колоною, де перемагає оператора і вимикає пристрій. Після цього землянин вривається до тронного залу, де сходиться в двобої з Саленсусом і вбиває його. Продемонструвавши усім тіло тирана, Джон припиняє бій, та Турід з Матай Шангом встигають втікти з Деєю, Тувією та Файдорою.
Лиходії тікають на повітряному судні, Картер хапається за звисаючу мотузку і вибирається на борт. Турід на його очах вбиває більше непотрібного Матай Шанга та скидає його як баласт. Він готується зіштовхнути і Джона, але тут Файдора задля помсти за смерть батька заколює Туріда кинджалом. Вона визнає, що Дея — єдина кохана Картера, а її почуття до нього були егоїстичною пристрастю. З цими словами Файдора кидається за борт.
Картер з друзями, дружиною та Тувією повертається в Окар. Йому пропонують стати новим правителем, але він відмовляється. Картер скликає до полюса представників усіх рас: панівних тепер червоних марсіан, зелених кочівників, білих марсіан, що покинули жорстоку релігію тернів, чорних послідовників Ксодара й жовту расу. Джон оголошує, що Окар повинен бути незалежним, тому правити в ньому слід Талу. Але також він бачить його краще майбутнє разом з іншими расами Марса. Хоча ворожнечу та несправедливість не скрізь подолано, вперше всі раси Барсума об'єднуються. На урочистій процесії він помічає взаємну симпатію між Карторісом і Тувією. Зупинившись погостювати у Туван Діна, Джон Картер повертається з дружиною та сином у Геліум. Рада джеддаків обирає його воєначальником Барсума, що надалі підтримуватиме мир усіх рас.

### Головні персонажі
- Джон Картер — землянин, що загадковим чином опинився на Марсі. В цьому романі він не лише вирізняється силою і благородством, а також вдається до різноманітних хитрощів і проявляє себе здібним політиком на міжнародній арені. Його головною метою стає повернути викрадену дружину Дею Торіс, але також у «Воєначальнику Марса» він замислюється над мирним співіснуванням всіх народів планети. Картер зрікається особистої влади, щоб кожна держава сама обрала собі достойного правителя. Впродовж своїх подорожей неодноразово перевдягається, гримується і видає себе за інших людей, щоб протистояти ворогам. У фіналі його обирають воєначальником Марса, що забезпечить мир усіх рас.
- Дея Торіс — дружина Джона Картера, княгиня міста Геліум. Турід і Матай Шанг спершу викрадають її, щоб убити задля помсти Картеру. Та з часом Турід замислює насильно взяти її за дружину, а потім те саме спадає на думку Саленсусу Оллу. Попри все, Дея зберігає вірність законному чоловікові і врешті пара возз'єднується.
- Тувія Птарса — принцеса міста Птарс, донька його правителя Туван Діна. Турід з Матай Шангом викрадають її разом з Деєю. Будучи закоханою в Картера, вона зупиняє Файдору від вбивства Деї. У фіналі визнає, що не стане парою з землянином, натомість починає романтичні стосунки з його сином Карторісом.
- Файдора — гордовита донька Матай Шанга, що слідує за батьком попри те, що він злочинець. Вбиває Туріда за те, що він вбив її батька, чим також рятує Картера. У фіналі визнає, що Дея — єдина кохана Картера, а її почуття до нього були егоїстичною пристрастю, після чого вчиняє самогубство.
- Турід — колишній перший воїн (датор) Ісси, сильний боєць і ворог Джона Картера. Задля помсти землянину за падіння своєї держави іде на змову з Матай Шангом. Використовує союз із ним, щоб викрасти Дею Торіс і насильно взяти її за дружину. У фіналі зраджує Шанга, скидає його з повітряного судна, але сам гине від руки Файдори.
- Матай Шанг — головний жрець тернів (геккадор), один з небагатьох уцілілих білих марсіан. Як і Турід, прагне помститися Картеру за падіння своєї держави, тому йде на союз із Турідом. Також хоче з його допомогою визволити доньку Файдору. Володіє таємними резиденціями і численними зв'язками по всьому Марсу, користуючись чим успішно тікає від переслідувань.
- Кулан Тіт — правитель (джеддак) відокремленої країни Каол. Дає притулок Матай Шангу і Туріду і спершу допомагає їм у боротьбі проти Картера. Хоча він чув про злочини тернів і викрадення ними Тувії, джеддак не вірить цьому. Проте коли Шанг з Турідом тікають, Кулан Тіт переконується, що вони злочинці та допомагає Джону Картеру і Туван Діну спорядити погоню. У фіналі починає активні стосунки з іншими державами Марса та вступає до ради джеддаків.
- Туван Дін — правитель (джеддак) міста Птарс. За порятунок Джоном його доньки Тувії допомагає йому в пошуках Деї Торіс. Разом з Картером вирушає на північ, де на службі в Талу вислідковує Туріда й Матай Шанга та забезпечує боротьбу проти них і Саленсуса Олла.
- Талу — правитель (джед) міста Марентіна, небіж тирана Саленсуса Олла. Бореться проти свого дядька, тому охоче укладає союз із Картером і Діном. Після повалення тирана стає джеддаком всіх жовтих марсіан у країні Окар.
- Саленсус Олл — тиран країни жовтих марсіан Окар, влада якого втім хитка. Приймає Туріда з Матай Шангом, але Дею Торіс хоче насильно одружити на собі, що йде врозріз із планами лиходіїв. Загинув у двобої з Картером.

## Світ роману
Якщо події першого роману трилогії відбувалися в помірних широтах Марса, а другого — біля південного полюса, то «Воєначальник Марса» розкриває природу й населення північної півкулі. Тут вперше і найповніше описується жовта раса, яка в «Богах Марса» тільки згадувалася. Це високорозвинені гуманоїди зі шкірою лимонного кольору, що в давнину населяли весь Марс разом з білими і чорними марсіанами. Коли океани почали висихати, союз цих трьох рас вивів найпоширеніших «тепер» червоних гуманоїдів. Зеленошкірі варвари, заселяючи висохле дно водойм, відтісняли жовту расу все далі на північ. Врешті ті осіли на далекій півночі, за полярним колом, де заснували країну Окар. Жителі Окару завалили всі наземні шляхи, лишивши єдиним сухопутним маршрутом у свою країну печери Карріон, де розвели хижих звірів аптів. Міста жовтої раси знаходяться під прозорими куполами, утворюючи величезні теплиці. Завдяки накопиченню ними сонячного проміння і керованої віддачі його в потрібний час, у містах завжди панує теплий клімат. Окарці володіють розвиненими технологіями, активно користуються автомобілями, але оскільки живуть ізольовано, не мають літаків. Завдяки величезному магніту, розташованому прямо на магнітному полюсі Марса, окарці можуть збивати з курсу всі літаки й повітряні судна інших рас. Червоні марсіани вважали це природною аномалією, а тих, що все ж викривали існування Окару, жовті марсіани вбивали чи забирали в рабство. Чоловіки окарців носять чорні бороди і користуються незвичайною з вигляду, проте ефективною холодною зброєю для оборони й полювання. На час подій роману суспільство жовтої раси поділено на кілька міст, що керуються зі столиці Кадабра. Разом з тим віддаленість і автономність міст сприяли тому, що навіть тиран Саленсус Окар не міг цілком підкорити собі всю расу.
Крім того в творі описується країна червоних марсіан Каол, розташована у віддаленій долині, покритій болотами і джунглями. Каол лежить далеко від марсіанських каналів, тому не підтримує стосунків з рештами країн і живе ізольовано. В долині живуть багато ендемічних видів тварин і рослин, зокрема комахи сіти, отрутою яких каольці змащують свою зброю.
Також згадуються зміни, що відбулися по всьому Марсу завдяки подвигам Джона Картера та його друзям. Так, плавання рікою Ісс було припинено, хоча чимало тих, хто вирушив у подорож до того, навіть через пів року можна було побачити вздовж берегів. Білу расу за її жорстокість було винищено, разом із тим деякі її представники прийняли новий лад. Вони стали торговцями, але воліли не з'являтися в містах червоної раси, де до них ставилися вороже. Чорні марсіани стали змінюватися в бік більшого гуманізму. Крім того Каол і Окар поклали край ізоляції. Вперше за багато тисячоліть всі раси Марса досягли порозуміння.

## Адаптації

#### Комікси
- «Воєначальник Марса» (англ. Warlord of Mars) і однойменний цикл (2012—2013), томи 21—25[1].